# Roger Fowler
Roger Fowler foi um linguista britânico. Junto a Gunther Kress e Bob Hodge, é considerado um dos principais desenvolvedores da análise crítica do discurso, sendo também conhecido por seu trabalho em estilística.